# 金秉騏
金 秉騏（キム・ビョンギ、朝鮮語: 김병기、1916年4月16日 - 2022年3月1日）は、大韓民国の画家、センテナリアン。
号は台径（テギョン、태경/台徑）。

## 経歴
1916年4月16日、日本統治時代の朝鮮で平壌に同じく画家のキム・チャンヨンの次男として生まれた。光成高等普通学校（現: 光成高等学校）を卒業した後渡日し、川端画学校と文化学院で美術を学んだ。 帰国後は1945年に北朝鮮文化芸術総同盟傘下の美術同盟書記長を務め、1947年に越南した。ソウル大学で芸術論・絵画実技などを講義し、1964年1月から1965年6月まで韓国美術協会理事長を務めた。 1965年にアメリカに移住した後、ニューヨーク州に定住した。
2022年3月1日、老衰により死去した。享年105。

## 著名な家族
義父に政治家の金東元、妻の叔父に小説家の金東仁がいる。